# Linia Oder-Neisse

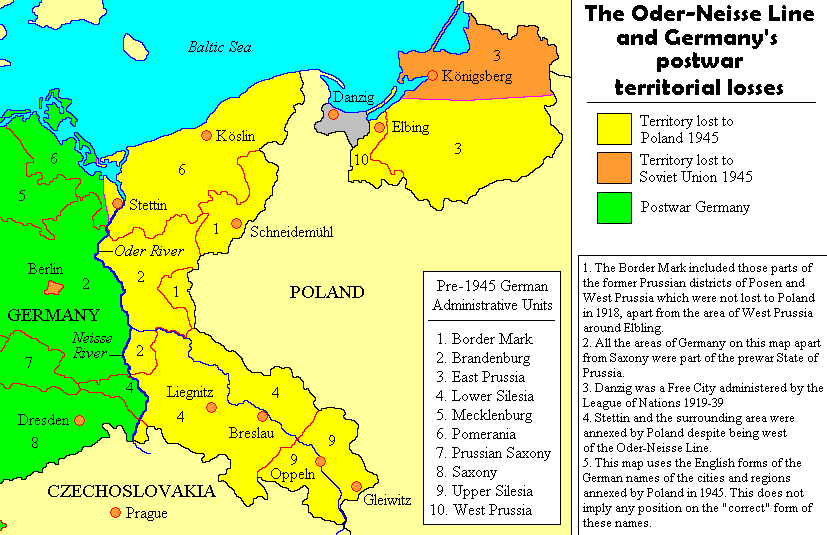
Linia Oder-Neisse

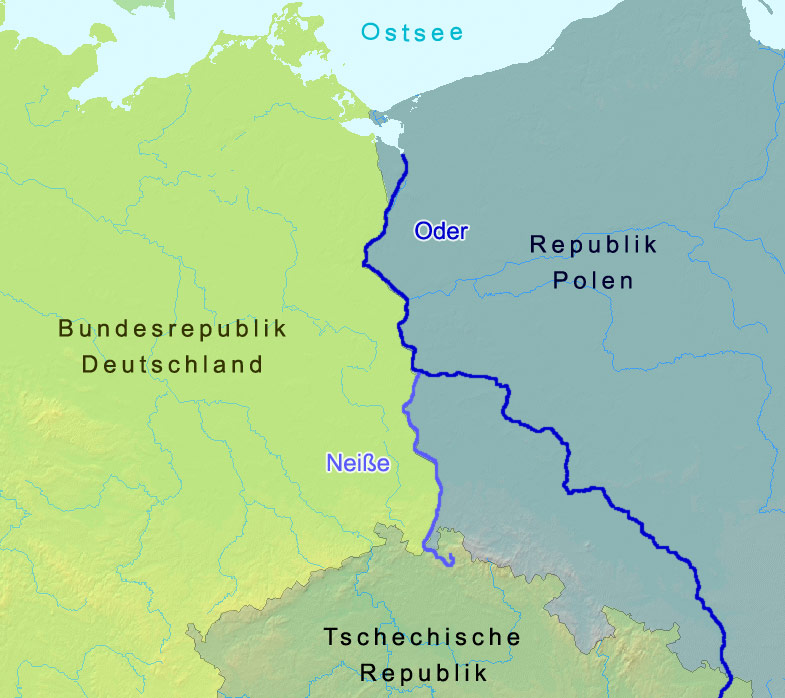
Râurile Oder și Neisse

Linia Oder-Neisse este denumire dată frontierei polono-germane stabilite la 2 august 1945 de către Conferința de la Potsdam de-a lungul râului Neisse (Lausistzer Neisse), de la frontiera cu Cehia și până la vărsarea acestuia în răul Odra (Oder), apoi de-a lungul talvegului navigabil al Odrei și până la vărsarea sa în Marea Baltică, dar lăsând orașele Szczecin (Stettin) și Świnoujście (Swinemünde) de partea poloneză a frontierei.

## Detalii
În urma trasării acestei frontiere Germania a pierdut imediat după război cea mai mare parte a provinciilor sale istorice din est: Pomerania și Silezia, partea de est a Brandenburgului și cele două Prusii (Orientală și Occidentală), având împreună o suprafață totală de 113,7 mii km². Dintre acestea 15,1 mii km² i-au revenit URSS (actuala regiune Kaliningrad, o exclavă rusă), iar 98,6 mii km² i-au revenit Poloniei. Circa 9 milioane dintre cei peste 10 milioane de locuitori germani ai acestor ținuturi au fost expatriați între 1945-1950 în Germania. Dintre cei rămași circa 0,6 milioane erau etnici polonezi (în sudul Prusiei Orientale și în Silezia Superioară), iar alți 0,6 milioane erau etnici germani pe care statul comunist polonez i-a identificat ca fiind "polonezi germanizați". Golul de populație creat după expulzarea germanilor a fost umplut cu 4 milioane etnici polonezi expulzați din teritoriile poloneze răsăritene, anexate în timpul războiului de Uniunea Sovietică. Ca rezultat final, Polonia a fost „împinsă” mai spre vest, URSS a crescut și Germania s-a micșorat.
Legalitatea noii frontiere polono-germane a fost vreme îndelungată un subiect de discuții, întrucât RFG nu a recunoscut-o ca frontieră de-facto a Poloniei decât în 1970, iar prevederile Conferinței de la Potsdam stipulau că frontiera polono-germană va fi stabilită definitiv doar de o conferință de pace. Soluționarea definitivă a acestei probleme s-a produs abia în 1991, după semnarea acordului de frontieră dintre Polonia și Germania reunificată. Conform aceluiași acord Polonia a recunoscut existența unei minorități germane și a oferit acesteia o serie de drepturi.